# Habroneuron
Habroneuron là một chi thực vật có hoa trong họ Thiến thảo (Rubiaceae).

## Loài
Chi Habroneuron gồm các loài: